# Sofie Krunegård
Sofie Kristina Krunegård, född 3 september 1978, är en svensk kostymdesigner och stylist.
Krunegård är uppvuxen i Norrköping. Efter gymnasiet flyttade hon 1997 till Paris för att arbeta som modell. Modellkarriären tog henne även till London, New York och Milano innan hon avslutade den år 2000. Under 2001 studerade hon modedesign på London College of Fashion. Studierna ledde in henne på styling och från 2002  kom hon att arbeta som stylist och assistent för modepublikationer som ryska Vogue och WSJ Magazine. Efter att ha lämnat modevärden flyttade hon till Mexiko med sin argentinske dåvarande man. Tillsammans drev de i två år en restaurang i Tulum. Efter en skilsmässa flyttade Krunegård tillbaka till Sverige och försörjde sig återigen som stylist samtidigt som hon studerade internationella relationer på Stockholms universitet.
Krunegård inledde sin karriär som kostymdesigner när hon av en slump träffade regissören Tarik Saleh och fick jobb som kostymdesigner på hans första långfilm Tommy. Hon har sedan arbetat med produktioner som långfilmerna The Square (2017), Goliat (2018) Triangle of Sadness (2022) och TV-serien Börje – The Journey of a Legend (2023). För sin insats i Triangle of Sadness tilldelades Krunegård en Guldbagge för Bästa kostymdesign vid Guldbaggegalan 2023.
Hon är gift och har två barn med musikern Markus Krunegård.